# 子之神社 (川崎市)

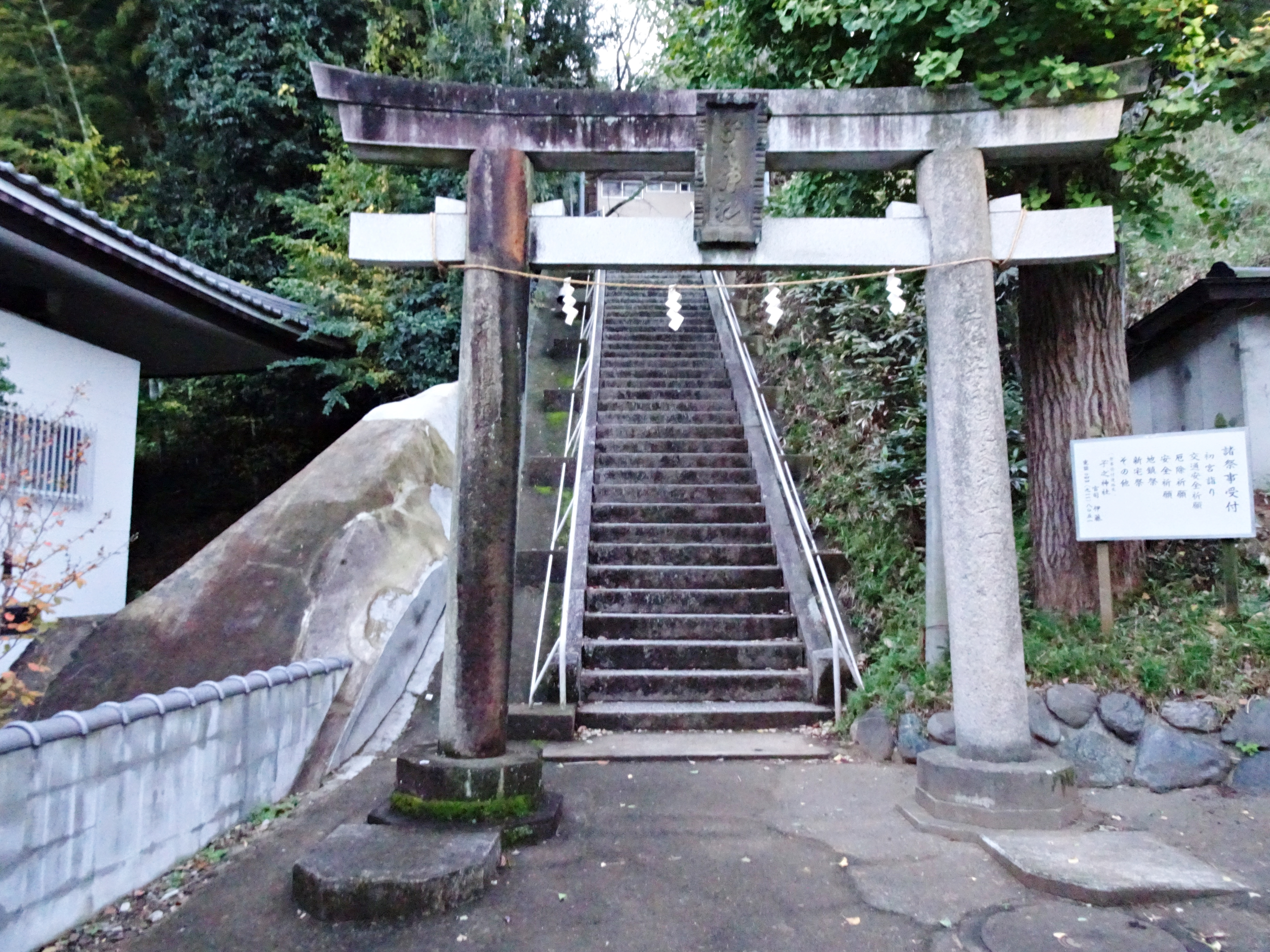
鳥居

子之神社（ねのじんじゃ）は、神奈川県川崎市多摩区菅北浦にある神社。

## 概要
鎌倉時代には小沢郷7村の総鎮守であり、江戸時代には菅村の鎮守となった。1877年（明治10年）頃、社名を現在の「子之神社」に定めるまでは、根ノ上社・根上明神・根之神社などと呼ばれていた。
戦国時代には兵火で焼失したが、江戸時代初期の1679年（延宝7年）に菅村の領主であった旗本の中根正致(なかねまさむね)が、法泉寺に田畑を寄進して社殿を再興した。1728年（享保13年）には、佐保田与市(さほたよいち)ら3名の村民が願主となって本殿・拝殿を造営し、現在の本殿はその後の江戸時代末期（19世紀半ば）に再建されたものとされ、川崎市の文化財に指定されている。
現在は登戸にある稲荷社の兼務社であり、正月三が日のみ御朱印がもらえる。

## 祭神
- 大国主命

## 文化財
- 子之神社本殿（市指定文化財[1]）

## 祭事
- 祈年祭（お的祭(おまとまつり)） : 1月9日
- 例大祭 : 10月体育の日
- 七五三祝 : 11月15日

## アクセス
- JR稲田堤駅から徒歩15分。
- 京王稲田堤駅から徒歩15分。
- 川崎市営バス : バス停「北浦」から徒歩5分。